# Râul Iezerul
Râul Iezerul este unul afluent al Râului Bătrâna. 